# 美國陸軍醫療部

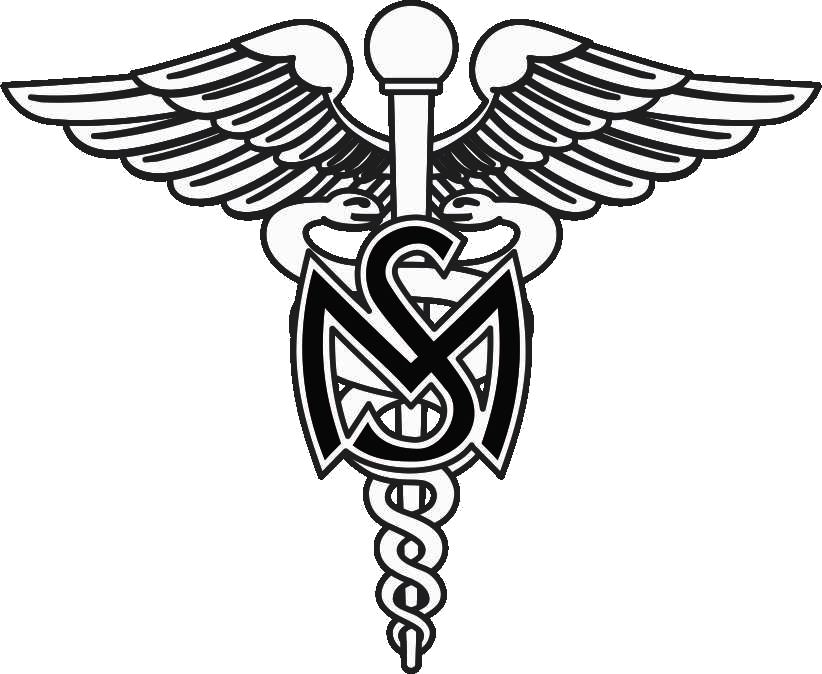
醫療勤務兵團兵科領章

陸軍醫療部（英語：Army Medical Department），前身為陸軍醫療勤務隊（Army Medical Service）。是美國陸軍的醫療體系，共有六個兵種。
1775年7月27日，當時美國大陸會議建立了陸軍醫院（Army Hospital），這是陸軍醫療部和醫療兵團的起源。1818年，國會在戰爭或緊急情況下設立了一個陸軍醫療組織－醫療部（Medical Department）。1950年的《陸軍組織法》（Army Organization Act）將醫療部改組為陸軍醫療勤務隊。1968年6月4日，陸軍醫療勤務隊更名為陸軍醫療部。
本部由陸軍軍醫總監指揮。

## 首席軍醫

首席軍醫軍旗

美國陸軍軍醫總監(英語：Surgeon General of the United States Army)，兼任美國陸軍醫療司令部指揮官，通常是中將軍階，向陸軍部長及陸軍參謀長報告。
現在是第45任R·斯科特·丁格爾中將。

## 醫療兵團

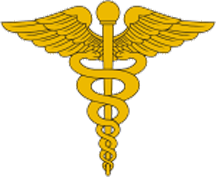
醫療兵團兵科領章

美國陸軍醫療兵團(英語：United States Army Medical Corps)

## 護士兵團

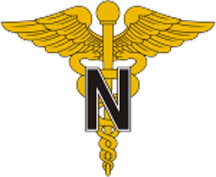
護士兵團兵科領章

美國陸軍護士兵團(英語：United States Army Nurse Corps)

## 牙醫兵團

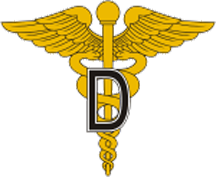
牙醫兵團兵科領章

牙醫兵團(英語：Dental Corps)

## 獸醫兵團

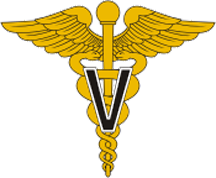
獸醫兵團兵科領章

獸醫兵團(英語：Veterinary Corps)

## 醫療勤務兵團
醫療勤務兵團(英語：Medical Service Corps)

## 醫學專家兵團

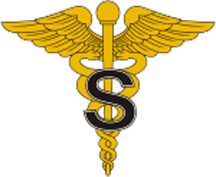
醫學專家兵團兵科領章

醫學專家兵團(英語：Medical Specialist Corps)